# Verein für Leibesübungen Bochum 1848 1985-1986
Questa voce raccoglie le informazioni riguardanti il Verein für Leibesübungen Bochum 1848 nelle competizioni ufficiali della stagione 1985-1986.

## Stagione
Nella stagione 1985-1986 il Bochum, allenato da Rolf Schafstall, concluse il campionato di Bundesliga al 9º posto. In Coppa di Germania il Bochum fu eliminato agli ottavi di finale dal Bayern Monaco.

## Rosa
| N. |                     | Ruolo | Calciatore           |
| -- | ------------------- | ----- | -------------------- |
|    | Germania (bandiera) | P     | Marcus Croonen       |
|    | Germania (bandiera) | P     | Dirk Drescher        |
|    | Germania (bandiera) | P     | Wolfgang Kleff       |
|    | Germania (bandiera) | P     | Ralf Zumdick         |
|    | Germania (bandiera) | D     | Thomas Kempe         |
|    | Germania (bandiera) | D     | Heinz Knüwe          |
|    | Germania (bandiera) | D     | Martin Kree          |
|    | Germania (bandiera) | D     | Franz-Josef Tenhagen |
|    | Germania (bandiera) | D     | Jürgen Wielert       |
|    | Germania (bandiera) | D     | Lothar Woelk         |
|    | Croazia (bandiera)  | D     | Ivan Žugčić          |
|    | Germania (bandiera) | C     | Frank Benatelli      |

| N. |                     | Ruolo | Calciatore            |
| -- | ------------------- | ----- | --------------------- |
|    | Germania (bandiera) | C     | Siegfried Bönighausen |
|    | Germania (bandiera) | C     | Peter Knäbel          |
|    | Germania (bandiera) | C     | Volker Knappheide     |
|    | Germania (bandiera) | C     | Michael Kühn          |
|    | Germania (bandiera) | C     | Ata Lameck            |
|    | Germania (bandiera) | C     | Walter Oswald         |
|    | Germania (bandiera) | C     | Frank Schulz          |
|    | Germania (bandiera) | A     | Klaus Fischer         |
|    | Germania (bandiera) | A     | Stefan Kuntz          |
|    | Germania (bandiera) | A     | Uwe Leifeld           |
|    | Germania (bandiera) | A     | Toni Schreier         |
|    | Germania (bandiera) | A     | Uwe Wegmann           |

## Organigramma societario
Area tecnica
- Allenatore: Rolf Schafstall
- Allenatore in seconda: Hermann Gerland
- Preparatore dei portieri:
- Preparatori atletici:

## Calciomercato

### Sessione estiva
| Acquisti | Acquisti       | Acquisti         | Acquisti |
| R.       | Nome           | da               | Modalità |
| -------- | -------------- | ---------------- | -------- |
| D        | Thomas Kempe   | Stoccarda        |          |
| P        | Wolfgang Kleff | RW Oberhausen    |          |
| A        | Uwe Leifeld    | Preußen Münster  |          |
| A        | Uwe Wegmann    | 1. FC Sonthofen  |          |
| D        | Jürgen Wielert | DSC Wanne-Eickel |          |

| Cessioni | Cessioni         | Cessioni      | Cessioni |
| R.       | Nome             | a             | Modalità |
| -------- | ---------------- | ------------- | -------- |
| D        | Florian Gothe    | RW Oberhausen |          |
| D        | Ingo Pickenäcker | RW Oberhausen |          |
| D        | Frank Saborowski | Duisburg      |          |

### Sessione invernale
| Acquisti | Acquisti | Acquisti | Acquisti |
| R.       | Nome     | da       | Modalità |
| -------- | -------- | -------- | -------- |

| Cessioni | Cessioni | Cessioni | Cessioni |
| R.       | Nome     | a        | Modalità |
| -------- | -------- | -------- | -------- |

## Risultati

### Bundesliga

#### Girone di andata
| Arbitro: | Föckler |

|  |           |          |
|  | Marcatori | 83’ Kree |

| Arbitro: | Brehm |

|                                                                   |           |                                      |
| Kempe 18’ Benatelli 22’ Fischer 35’ Wegmann 50’ Lameck 72’ (rig.) | Marcatori | 59’ (rig.) Holmqvist 83’, 84’ Thiele |

| Arbitro: | Bruch |

|                                      |           |           |
| Klotz 16’ Remark 37’, 70’ Bührer 64’ | Marcatori | 66’ Kuntz |

| Arbitro: | Jupe |

|           |           |                       |
| Kuntz 68’ | Marcatori | 20’ Herget 27’ Bommer |

| Arbitro: | Horeis |

|                     |           |            |
| Kuntz 54’ Kempe 83’ | Marcatori | 27’ Krämer |

| Arbitro: | Brückner |

|                                 |           |  |
| Allofs 2’ Eilenfeldt 57’ (rig.) | Marcatori |  |

| Arbitro: | Pauly |

|                                                        |           |             |
| Wegmann 6’ Kempe 33’ Kuntz 50’, 75’, 77’ Benatelli 73’ | Marcatori | 17’ Schüler |

| Arbitro: | Wiesel |

|                                       |           |                       |
| Cha 8’ Götz 27’ Patzke 44’ Zechel 60’ | Marcatori | 67’ Kuntz 74’ Leifeld |

| Arbitro: | Matheis |

|                        |           |                                 |
| Kühn 47’ Benatelli 86’ | Marcatori | 4’ Meier 58’ Neubarth 78’ Sidka |

| Arbitro: | Assenmacher |

|                     |           |  |
| Mill 58’ Criens 89’ | Marcatori |  |

| Arbitro: | Hontheim |

|                     |           |  |
| Kuntz 10’, 60’, 90’ | Marcatori |  |

| Arbitro: | Theobald |

|  |           |                                           |
|  | Marcatori | 55’ Knappheide 68’, 70’ Fischer 90’ Kuntz |

| Arbitro: | Heitmann |

|           |           |             |
| Kuntz 39’ | Marcatori | 40’ Dierßen |

| Arbitro: | Scheuerer |

|         |           |                       |
| Gue 63’ | Marcatori | 42’, 57’ (rig.) Kuntz |

| Arbitro: | Wittke |

|                                 |           |          |
| Lameck 56’ Schulz 69’ Woelk 81’ | Marcatori | 34’ Seel |

| Arbitro: | Boos |

|             |           |  |
| Gründel 88’ | Marcatori |  |

| Arbitro: | Pauly |

|                              |           |  |
| Wegmann 74’ Kuntz 77’ (rig.) | Marcatori |  |

#### Girone di ritorno
| Arbitro: | Barnick |

|                    |           |                      |
| Kree 34’ Kuntz 77’ | Marcatori | 48’ (rig.) Grahammer |

| Arbitro: | Bruch |

|                       |           |          |
| Demandt 47’ Weikl 78’ | Marcatori | 9’ Kuntz |

| Arbitro: | Roth |

|  |           |           |
|  | Marcatori | 39’ Klotz |

| Arbitro: | Osmers |

|                                      |           |                  |
| Dämgen 11’ Bommer 28’ Eðvaldsson 43’ | Marcatori | 49’, 50’ Fischer |

| Arbitro: | Barnick |

|                   |           |  |
| Theiss 52’ (rig.) | Marcatori |  |

| Arbitro: | Correll |

|                                       |           |                       |
| Fischer 30’ Kühn 38’ Kuntz 77’ (rig.) | Marcatori | 19’ Allofs 42’ Wuttke |

| Arbitro: | Wittke |

|              |           |  |
| Răducanu 39’ | Marcatori |  |

| Arbitro: | Scheuerer |

|                  |           |              |
| Kuntz 52’ (rig.) | Marcatori | 88’ Schreier |

| Brema 8 marzo 1986, ore 15:30 CET 26ª giornata | Werder Brema | 0 – 0 referto | Bochum | Weserstadion (21 000 spett.)\| Arbitro: \| Werner \| |
| Arbitro:                                       | Werner       |               |        |                                                      |

| Arbitro: | Kautschor |

|                      |           |                     |
| Kühn 53’ Leifeld 88’ | Marcatori | 26’ Criens 78’ Rahn |

| Arbitro: | Roth |

|                                                                                        |           |             |
| Rummenigge 11’ Lerby 35’ Willmer 54’ Matthäus 66’ (rig.) Wohlfarth 67’ Augenthaler 82’ | Marcatori | 72’ Wielert |

| Arbitro: | Föckler |

|  |           |                        |
|  | Marcatori | 79’ Reichert 88’ Wolff |

| Arbitro: | Umbach |

|                                                   |           |                       |
| Skibbe 53’ Schipper 62’ Regenbogen 75’ Täuber 81’ | Marcatori | 28’ Wegmann 80’ Kuntz |

| Arbitro: | Ermer |

|                                   |           |                 |
| Kuntz 47’ (rig.), 62’ Fischer 49’ | Marcatori | 22’, 70’ Schaub |

| Arbitro: | Brückner |

|  |           |             |
|  | Marcatori | 32’ Fischer |

| Arbitro: | Jupe |

|                       |           |  |
| Benatelli 7’ Kühn 66’ | Marcatori |  |

| Arbitro: | Neuner |

|                              |           |  |
| Littbarski 34’, 81’ Bein 68’ | Marcatori |  |

### Coppa di Germania
| Arbitro: | Gabor |

|                           |           |                        |
| Kempe 25’, 74’ Schulz 64’ | Marcatori | 58’ Wuttke 88’ Gründel |

| Arbitro: | Horeis |

|                     |           |               |
| Holmqvist 2’ (rig.) | Marcatori | 30’ Benatelli |

| Arbitro: | Dellwing |

|                              |                      |                        |
| Tenhagen 2’ Wegmann 55’      | Marcatori            | 35’ Jakobs 66’ Keim    |
| Lameck Woelk Oswald Tenhagen | Tiri di rigore 3 – 1 | Keim Klein Dusend Fach |

| Arbitro: | Osmers |

|             |           |                       |
| Leifeld 62’ | Marcatori | 34’ (rig.) Rummenigge |

| Arbitro: | Neuner |

|                         |           |  |
| Wohlfarth 15’ Lerby 38’ | Marcatori |  |

## Statistiche

### Statistiche di squadra
| Competizione      | Punti | In casa | In casa | In casa | In casa | In casa | In casa | In trasferta | In trasferta | In trasferta | In trasferta | In trasferta | In trasferta | Totale | Totale | Totale | Totale | Totale | Totale | DR |
| Competizione      | Punti | G       | V       | N       | P       | Gf      | Gs      | G            | V            | N            | P            | Gf           | Gs           | G      | V      | N      | P      | Gf     | Gs     | DR |
| ----------------- | ----- | ------- | ------- | ------- | ------- | ------- | ------- | ------------ | ------------ | ------------ | ------------ | ------------ | ------------ | ------ | ------ | ------ | ------ | ------ | ------ | -- |
| Bundesliga        | 32    | 17      | 10      | 3       | 4       | 38      | 23      | 17           | 4            | 1            | 12           | 17           | 34           | 34     | 14     | 4      | 16     | 55     | 57     | -2 |
| Coppa di Germania | -     | 3       | 1       | 2       | 0       | 6       | 5       | 2            | 0            | 1            | 1            | 1            | 3            | 5      | 1      | 3      | 1      | 7      | 8      | -1 |
| Totale            | 32    | 20      | 11      | 5       | 4       | 44      | 28      | 19           | 4            | 2            | 13           | 18           | 37           | 39     | 15     | 7      | 17     | 62     | 65     | -3 |

### Andamento in campionato
| Giornata  | 1 | 2 | 3 | 4 | 5 | 6  | 7 | 8 | 9  | 10 | 11 | 12 | 13 | 14 | 15 | 16 | 17 | 18 | 19 | 20 | 21 | 22 | 23 | 24 | 25 | 26 | 27 | 28 | 29 | 30 | 31 | 32 | 33 | 34 |
| --------- | - | - | - | - | - | -- | - | - | -- | -- | -- | -- | -- | -- | -- | -- | -- | -- | -- | -- | -- | -- | -- | -- | -- | -- | -- | -- | -- | -- | -- | -- | -- | -- |
| Luogo     | T | C | T | C | C | T  | C | T | C  | T  | C  | T  | C  | T  | C  | T  | C  | C  | T  | C  | T  | T  | C  | T  | C  | T  | C  | T  | C  | T  | C  | T  | C  | T  |
| Risultato | V | V | P | P | V | P  | V | P | P  | P  | V  | V  | N  | V  | V  | P  | V  | V  | P  | P  | P  | P  | V  | P  | N  | N  | N  | P  | P  | P  | V  | V  | V  | P  |
| Posizione | 3 | 2 | 7 | 9 | 7 | 12 | 6 | 8 | 12 | 12 | 10 | 9  | 9  | 8  | 6  | 7  | 6  | 6  | 6  | 7  | 8  | 9  | 9  | 9  | 9  | 9  | 9  | 9  | 9  | 10 | 9  | 9  | 9  | 9  |

Legenda:

Luogo: C = Casa; T = Trasferta. Risultato: V = Vittoria; N = Pareggio; P = Sconfitta.

### Statistiche dei giocatori
| Giocatore      | Bundesliga | Bundesliga | Bundesliga  | Bundesliga | Coppa di Germania | Coppa di Germania | Coppa di Germania | Coppa di Germania | Totale   | Totale | Totale      | Totale     |
| Giocatore      | Presenze   | Reti       | Ammonizioni | Espulsioni | Presenze          | Reti              | Ammonizioni       | Espulsioni        | Presenze | Reti   | Ammonizioni | Espulsioni |
| -------------- | ---------- | ---------- | ----------- | ---------- | ----------------- | ----------------- | ----------------- | ----------------- | -------- | ------ | ----------- | ---------- |
| F. Benatelli   | 27         | 4          | 2           | 0          | 5                 | 1                 | 0                 | 0                 | 32       | 5      | 2           | 0          |
| S. Bönighausen | 0          | 0          | 0           | 0          | 0                 | 0                 | 0                 | 0                 | 0        | 0      | 0           | 0          |
| M. Croonen     | 4          | 0          | 0           | 1          | 0                 | 0                 | 0                 | 0                 | 4        | 0      | 0           | 1          |
| D. Drescher    | 1          | 0          | 0           | 0          | 0                 | 0                 | 0                 | 0                 | 1        | 0      | 0           | 0          |
| K. Fischer     | 27         | 8          | 1           | 0          | 4                 | 0                 | 0                 | 0                 | 31       | 8      | 1           | 0          |
| T. Kempe       | 31         | 3          | 6           | 0          | 4                 | 2                 | 1                 | 0                 | 35       | 5      | 7           | 0          |
| W. Kleff       | 20         | 0          | 1           | 0          | 1                 | 0                 | 0                 | 0                 | 21       | 0      | 1           | 0          |
| V. Knappheide  | 7          | 1          | 1           | 0          | 1                 | 0                 | 0                 | 0                 | 8        | 1      | 1           | 0          |
| P. Knäbel      | 0          | 0          | 0           | 0          | 0                 | 0                 | 0                 | 0                 | 0        | 0      | 0           | 0          |
| H. Knüwe       | 17         | 0          | 3           | 0          | 1                 | 0                 | 0                 | 0                 | 18       | 0      | 3           | 0          |
| M. Kree        | 33         | 2          | 2           | 0          | 5                 | 0                 | 0                 | 0                 | 38       | 2      | 2           | 0          |
| S. Kuntz       | 34         | 22         | 3           | 0          | 5                 | 0                 | 0                 | 0                 | 39       | 22     | 3           | 0          |
| M. Kühn        | 18         | 4          | 2           | 0          | 0                 | 0                 | 0                 | 0                 | 18       | 4      | 2           | 0          |
| A. Lameck      | 34         | 2          | 1           | 0          | 5                 | 0                 | 0                 | 0                 | 39       | 2      | 1           | 0          |
| U. Leifeld     | 26         | 2          | 0           | 0          | 4                 | 1                 | 1                 | 0                 | 30       | 3      | 1           | 0          |
| W. Oswald      | 31         | 0          | 3           | 0          | 5                 | 0                 | 0                 | 0                 | 36       | 0      | 3           | 0          |
| T. Schreier    | 2          | 0          | 0           | 0          | 0                 | 0                 | 0                 | 0                 | 2        | 0      | 0           | 0          |
| F. Schulz      | 17         | 1          | 0           | 0          | 4                 | 1                 | 0                 | 0                 | 21       | 2      | 0           | 0          |
| F. Tenhagen    | 24         | 0          | 2           | 0          | 5                 | 1                 | 0                 | 0                 | 29       | 1      | 2           | 0          |
| U. Wegmann     | 32         | 4          | 0           | 0          | 5                 | 1                 | 0                 | 0                 | 37       | 5      | 0           | 0          |
| J. Wielert     | 15         | 1          | 2           | 0          | 3                 | 0                 | 0                 | 0                 | 18       | 1      | 2           | 0          |
| L. Woelk       | 29         | 1          | 7           | 0          | 4                 | 0                 | 1                 | 0                 | 33       | 1      | 8           | 0          |
| R. Zumdick     | 10         | 0          | 0           | 0          | 4                 | 0                 | 0                 | 0                 | 14       | 0      | 0           | 0          |
| I. Žugčić      | 0          | 0          | 0           | 0          | 0                 | 0                 | 0                 | 0                 | 0        | 0      | 0           | 0          |